# Evania rubrofasciata
Evania rubrofasciata är en stekelart som beskrevs av Charles Thomas Brues 1916. Evania rubrofasciata ingår i släktet Evania och familjen hungersteklar. Inga underarter finns listade i Catalogue of Life.